# Médiathèque Michel-Crépeau
Pour les articles homonymes, voir Crépeau.
La médiathèque Michel-Crépeau, inaugurée le 9 mars 1998 à La Rochelle et baptisée en l'honneur de Michel Crépeau, est une bibliothèque municipale à vocation régionale, et gérée par la Communauté d'agglomération de La Rochelle.

## Histoire
En 1604, les huguenots créent à La Rochelle une bibliothèque publique. En 1628, après le Grand Siège, cette dernière est confisquée par Louis XIII au profit du cardinal de Richelieu.
En avril 1750, le bibliophile Louis Richard des Herbiers (1694-1753) fait un don de 4 000 volumes au fonds de la bibliothèque. En 1782, le naturaliste Clément Lafaille (1718-1782) fait un important legs à la bibliothèque. En 1783, le fonds encyclopédique accueille la bibliothèque de l'Académie des belles-lettres, sciences et arts de La Rochelle.
Le 24 juillet 1794 (6 thermidor an II), un décret nationalise les collections de la bibliothèque, et les collections des bibliothèques ecclésiastiques confisquées viennent s'ajouter à son fonds encyclopédique, le portant à plus de 20 000 volumes.

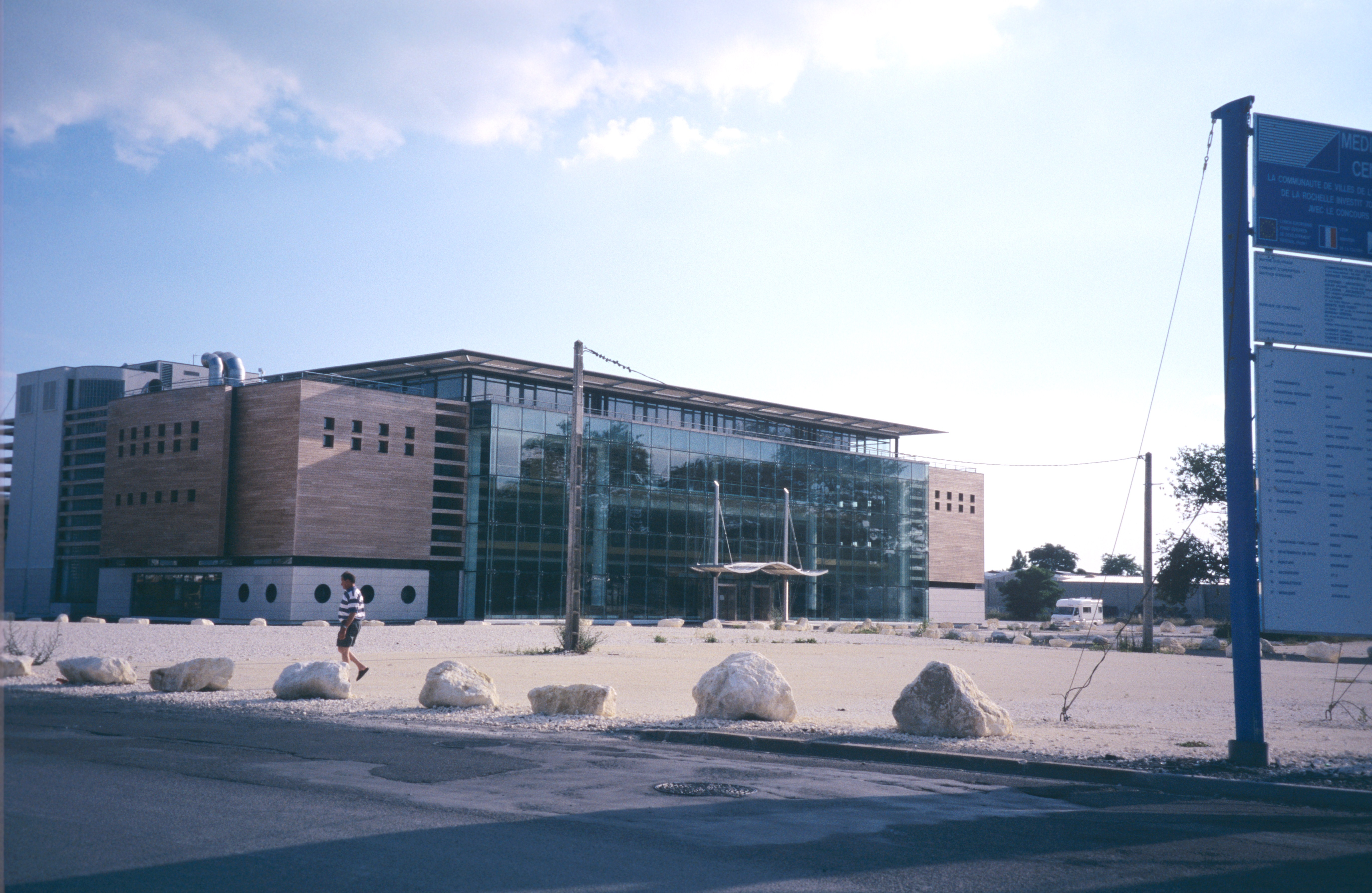
La Médiathèque Michel-Crépeau.

En 1997, les collections de la bibliothèque municipale sont transférées à la médiathèque Michel-Crépeau, qui ouvre ses portes l'année suivante.
Trois ans après son ouverture, la fréquentation atteignait 350 000 visiteurs par an et en confirmait le succès.

## Fonds encyclopédique
Elle dispose d’un fonds encyclopédique dont la consultation est libre et gratuite de :
- 250 000 monographies imprimées ;
- 150 000 ouvrages ;
- 6 000 cassettes vidéo ;
- 12 000 disques compacts ;
- 1 000 estampes et photographies.